# 高田橋 (二本松市)
高田橋（たかだばし）は、福島県二本松市の阿武隈川に架かる国道459号（小浜街道）の道路橋である。

## 概要
- 全長…183 m
- 幅員…12.8 m[1]
- 竣工…1989年（平成元年）
- 開通…1990年（平成2年）[2]

二本松市街地東部を流れる一級河川阿武隈川に架かる。現在の橋は当地に架けられた永久橋としては2代目のものである、1989年に竣工した全長183mの桁橋である。西詰は上竹2丁目、東詰は平石高田1丁目に位置する。東詰は平石高田1丁目交差点であり、福島県道73号二本松金屋線の起点である。

## 沿革
当地には明治以降に木橋による架橋が行われてきており、1906年8月（全長116 m、幅員3.3 m）、1907年12月（全長124 m、幅員3.3 m）、1911年7月（全長138 m、幅員3.8 m）と流出と架替えを繰り返してきた。1939年にそれまでの木橋に変わり永久橋として全長144 m、幅員5.5 mのゲルバー鈑桁橋に架け替えられた。以後、一般県道二本松浪江線の橋梁として供用されてきたが、幅員が狭隘で円滑な交通の障害になっていたことと老朽化から架替えが行われ、1989年に従来の架橋位置よりも下流側に架替えが行われ、1990年に周囲の取付道路部分を含む1.4 kmの新道区間が開通した。なお旧橋は撤去されている。

## 周辺
- 平石高田工業団地
- 八幡神社
- 二本松バイパス

## 隣の橋
- 阿武隈川

（上流） - 菅田橋 - 舟形橋 - 高田橋 - 安達ヶ橋 - 第5阿武隈川橋梁 - （下流）